# Liga LBN 2025
La Temporada LBN 2025 fue la segunda edición de la Liga de Básquetbol del Norte Femenil tras un año de inactividad, con cinco equipos en competencia en la entidad chihuahuense, las Chinarras de Aldama, Manzaneras de Cuauhtémoc, Salvajes de Ciudad Juárez, Teporacas de Chihuahua y Vikingas de Guerrero.
La temporada de esta liga se llevó a cabo a partir del 24 de enero y culminó el 10 de marzo de 2025.

## Equipos participantes
| Liga LBN 2025             |                                  |                          |               |                                                          |
| Equipo                    | Entrenador                       | Ciudad                   | Miembro desde | Pabellón                                                 |
| Chinarras de Aldama       | Diego Enrique Navarrete Villegas | Aldama, Chihuahua        | 2023          | Gimnasio Héctor "Tarzán" Guerrero                        |
| Manzaneras de Cuauhtémoc  | José Carlo Villegas Flores       | Cuauhtémoc, Chihuahua    | 2023          | Gimnasio José "Pistolas" Meneses                         |
| Salvajes de Ciudad Juárez | Alfredo Corral Montoya           | Ciudad Juárez, Chihuahua | 2023          | Gimnasio de Deporte Adaptado "Lic. Benito Juárez García" |
| Teporacas de Chihuahua    | Jesús Florentino Chávez Valles   | Chihuahua, Chihuahua     | 2023          | Gimnasio Rodrigo M. Quevedo                              |
| Vikingas de Guerrero      | Bandera de ?                     | Guerrero, Chihuahua      | 2025          | Gimnasio Saúl González Herrera                           |

## Resultados
| Manzaneras | 86-26 | Vikingas  | Municipal José "Pistolas" Meneses  | 24 de enero | 20:00 |
| Chinarras  | 67-78 | Teporacas | Municipal Héctor "Tarzán" Guerrero | 24 de enero | 20:00 |

| Teporacas | 38-77 | Manzaneras | Rodrigo M. Quevedo | 26 de enero | 20:00 |

| Vikingas | 35-86 | Chinarras | Municipal Saúl González Herrera                          | 31 de enero | 19:30 |
| Salvajes | 90-96 | Teporacas | Gimnasio De Deporte Adaptado "Lic. Benito Juárez García" | 31 de enero | 20:00 |

| Manzaneras | 81-66 | Salvajes  | Municipal José "Pistolas" Meneses                        | 1 de febrero | 20:00 |
| Salvajes   | 74-66 | Chinarras | Gimnasio De Deporte Adaptado "Lic. Benito Juárez García" | 2 de febrero | 16:00 |
| Teporacas  | 88-32 | Vikingas  | Rodrigo M. Quevedo                                       | 2 de febrero | 20:00 |

| Chinarras | 54-81 | Manzaneras | Municipal Héctor "Tarzán" Guerrero | 7 de febrero | 20:00 |
| Vikingas  | 45-67 | Salvajes   | Municipal Saúl González Herrera    | 9 de febrero | 19:00 |

| Vikingas | 52-120 | Teporacas  | Municipal Saúl González Herrera                          | 14 de febrero | 19:00 |
| Salvajes | 61-79  | Manzaneras | Gimnasio De Deporte Adaptado "Lic. Benito Juárez García" | 14 de febrero | 20:00 |

| Chinarras | 82-43 | Vikingas | Municipal Héctor "Tarzán" Guerrero | 15 de febrero | 20:00 |
| Teporacas | 83-79 | Vikingas | Rodrigo M. Quevedo                 | 16 de febrero | 20:00 |

| Manzaneras | 93-69 | Chinarras | Municipal José "Pistolas" Meneses | 21 de febrero | 20:00 |

| Chinarras  | 66-91 | Salvajes  | Municipal Héctor "Tarzán" Guerrero                       | 22 de febrero | 20:00 |
| Manzaneras | 88-66 | Teporacas | Municipal José "Pistolas" Meneses                        | 22 de febrero | 20:00 |
| Salvajes   | vs    | Vikingas  | Gimnasio De Deporte Adaptado "Lic. Benito Juárez García" | 23 de febrero | 16:00 |

| Vikingas  | vs | Manzaneras | Municipal Saúl González Herrera | 28 de febrero | 19:00 |
| Teporacas | vs | Chinarras  | Rodrigo M. Quevedo              | 2 de marzo    | 20:00 |

### Clasificación
| Posición | Equipo                    | JJ | JG | JP | PTS |
| -------- | ------------------------- | -- | -- | -- | --- |
| 1        | Manzaneras de Cuauhtémoc  | 8  | 8  | 0  | 16  |
| 2        | Teporacas de Chihuahua    | 8  | 6  | 2  | 14  |
| 3        | Salvajes de Ciudad Juárez | 8  | 4  | 4  | 12  |
| 4        | Chinarras de Aldama       | 8  | 2  | 6  | 10  |
| 5        | Vikingas de Guerrero      | 8  | 0  | 8  | 8   |

| 6 de marzo, 20:00 | Manzaneras de Cuauhtémoc | 81–71 | Teporacas de Chihuahua | Cuauhtémoc, Chihuahua                      |
|                   | Parciales: -, -, -, -    |       |                        |                                            |
|                   |                          |       |                        | Pabellón: Gimnasio José "Pistolas" Meneses |

| 7 de marzo, 20:00 | Manzaneras de Cuauhtémoc | 84–51 | Teporacas de Chihuahua | Cuauhtémoc, Chihuahua                      |
|                   | Parciales: -, -, -, -    |       |                        |                                            |
|                   |                          |       |                        | Pabellón: Gimnasio José "Pistolas" Meneses |

| 10 de marzo, 19:30 | Teporacas de Chihuahua               | 70–83 | Manzaneras de Cuauhtémoc         | Chihuahua, Chihuahua                  |  |
|                    | Parciales: 22-18, 9-20, 23-16, 16-29 |       |                                  |                                       |  |
|                    |                                      |       | Estadísticas (41) Katia Gallegos | Pabellón: Gimnasio Rodrigo M. Quevedo |  |

| Designación | Ganador                                                      |
| ----------- | ------------------------------------------------------------ |
| MVP         | Katia Alejandra Gallegos Carrillo (Manzaneras de Cuauhtémoc) |

| Hazel Yvette Ramírez Solís (Manzaneras de Cuauhtémoc) Daniela María Soto Gómez (Teporacas de Chihuahua) Katia Alejandra Gallegos Carrillo (Manzaneras de Cuauhtémoc) Sandra Saide Vargas Peraza (Manzaneras de Cuauhtémoc) Jazmín Valenzuela Álvarez (Teporacas de Chihuahua) |